# Júnior Negrão
Gleidionor Figueiredo Pinto Júnior, mais conhecido como Júnior Negrão (Salvador, 30 de dezembro de 1986), é um futebolista brasileiro que atua como atacante. Atualmente, está sem clube.

## Carreira
Júnior Negrão começou sua carreira de jogador de futebol no Nacional-AM em 2005, onde permaneceu até início de 2007.
O atacante foi contratado pelo Atlético Mineiro em 2007.
Logo, depois foi contratado pelo Corinthians para ajudar no poder ofensivo do clube.
Foi dispensado no início de 2008, fazendo apenas um jogo pelo Corinthians, Júnior que teve passagem apagada pelo Corinthians rebaixado no Campeonato Brasileiro da Série A em 2007, estava entre os relacionados pelo técnico Flávio Lopes mesmo antes de ter sua documentação regularizada.
Em 2008 foi contratado pelo Ceará, depois foi para o Madureira onde não se destacou, e foi logo depois contratado pelo Belenenses.
Em Dezembro de 2008 rescindiu bilateralmente como o Belenenses, um contrato que durava até 2011.
Foi contratado pelo CRAC, de Catalão, no interior de Goiás em 2009.
Depois do CRAC, foi para o ABC onde disputou a Série B de 2009, sendo artilheiro do time com 10 gols. Em 2010 assinou com o Figueirense para disputar o Campeonato Catarinense e o Campeonato Brasileiro da Série B, na janela de transferências internacionais foi contratado pelo Germinal Beerschot, clube da primeira divisão da Bélgica. Júnior Negrão ainda jogou no Guarani-SP. Em 2013 disputou o Campeonato Estadual pelo Tombense onde foi artilheiro da competição, logo após foi contratado pelo América de Natal. Também defendeu o Ulsan Hyundai, da Coréia do Sul.